# Матаван (Њу Џерзи)
Матаван (енгл. Matawan) град је у америчкој савезној држави Њу Џерзи.

## Демографија
По попису из 2010. године број становника је 8.810, што је 100 (-1,1%) становника мање него 2000. године.
| Група             | 2000.         | 2010.         |
| Белци             | 6.922 (77,7%) | 6.524 (74,1%) |
| Афроамериканци    | 582 (6,5%)    | 620 (7,0%)    |
| Азијати           | 712 (8,0%)    | 565 (6,4%)    |
| Хиспаноамериканци | 575 (6,5%)    | 949 (10,8%)   |
| Укупно            | 8.910         | 8.810         |